# Campbell Soup Company
Campbell Soup Company eller Campbell's er en amerikansk fødevarevirksomhed. Den associeres mest med deres suppeprodukter, men producerer også brød, snacks og drikkevarer. De har kendte brands som Campbell's, Pepperidge Farm, Snyder's of Hanover, V8 og Swanson. De har hovedkvarter i Camden, New Jersey.